# Chim sẻ mắt Chúa vẫn chú vào
Chim sẻ mắt Chúa vẫn chú vào (His Eye is on the Sparrow) là bài thánh ca có nguồn gốc từ dòng nhạc Phúc âm. Bài hát rất được yêu thích trong các lễ thờ phượng của người Mỹ gốc Phi, ca khúc được sáng tác năm 1905 bởi hai tác giả da trắng, Civilla D. Martin (ca từ), và Charles H. Gabriel (nhạc). Ethel Waters, ca sĩ kiêm diễn viên người Mỹ gốc Phi, đã dùng tựa đề này của bài thánh ca cho quyển tự truyện của bà.
Bài thánh ca được phổ biến rộng rãi với sự trình bày của Shirley Caesar, Marvin Gaye (từ In Loving Memory), Kirk Franklin & the Family, Lauryn Hill & Tanya Blount (từ Sister Act 2), Mahalia Jackson, Sister Rosetta Tharpe, Dottie West, và Barbara Mandrell. Jessica Simpson cũng đã thu âm ca khúc này cho album Irresistible (năm 2001) của cô.

Ca từ của bài hát gợi ý từ lời truyền dạy của Chúa Giê-xu, được Matthew ghi lại trong sách phúc âm mang tên ông, khi Chúa Giê-xu tỏ cho môn đồ biết sự quan phòng của Thiên Chúa dành cho con dân Ngài là lớn biết bao. 
| “ | Hãy xem loài chim trời; không gieo, không gặt, cũng không tích trữ vào kho, mà Cha các con trên trời vẫn nuôi chúng. Các con lại chẳng quý trọng hơn loài chim sao? | ” |

Là Đấng Tạo Hóa, Ngài quan tâm đến từng tạo vật, kể cả những sinh vật nhỏ bé và tầm thường như chim sẻ; mà trong mắt Chúa, con dân ngài được quý trọng hơn nhiều.

## Sáng tác
Civilla D. Martin thuật lại trải nghiệm của bà vào lúc nắm bắt cảm hứng để viết ca từ cho bài thánh ca:
| “ | Đầu mùa xuân năm 1905, lúc ấy chồng tôi và tôi đang ở Elmira, New York. Trong số các bằng hữu, chúng tôi có hai người bạn thân là một cặp vợ chồng tên Doolittle – hai người là những thánh đồ thật của Chúa. Người vợ ốm liệt giường từ gần hai mươi năm qua. Người chồng bị dị tật ở chân, phải đi làm trên một chiếc xe lăn. Dù vậy, họ sống hạnh phúc trong niềm tin Cơ Đốc, trở nên một hình mẫu để đem sự soi dẫn và an ủi đến cho bất cứ ai biết họ. Vào một ngày, chúng tôi đến thăm nhà Doolittle, khi nhận thấy niềm hi vọng luôn bừng sáng trong họ, chồng tôi hỏi xem bí quyết nào đã giúp họ sống hạnh phúc như thế. Câu trả lời của Bà Dolittle thật đơn giản, "Chim sẻ mắt Chúa vẫn chú vào, và tôi biết Ngài đang chăm sóc tôi." Nét đẹp của lời thổ lộ đơn sơ nhưng thể hiện một đức tin lớn dường ấy đã thắt chặt trái tim và thổi bùng cảm xúc trong lòng tôi. Bài thánh ca "Chim sẻ mắt Chúa vẫn chú vào" được hình thành từ thời điểm đó. | ” |

## Trình bày

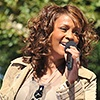
Whitney Houston.

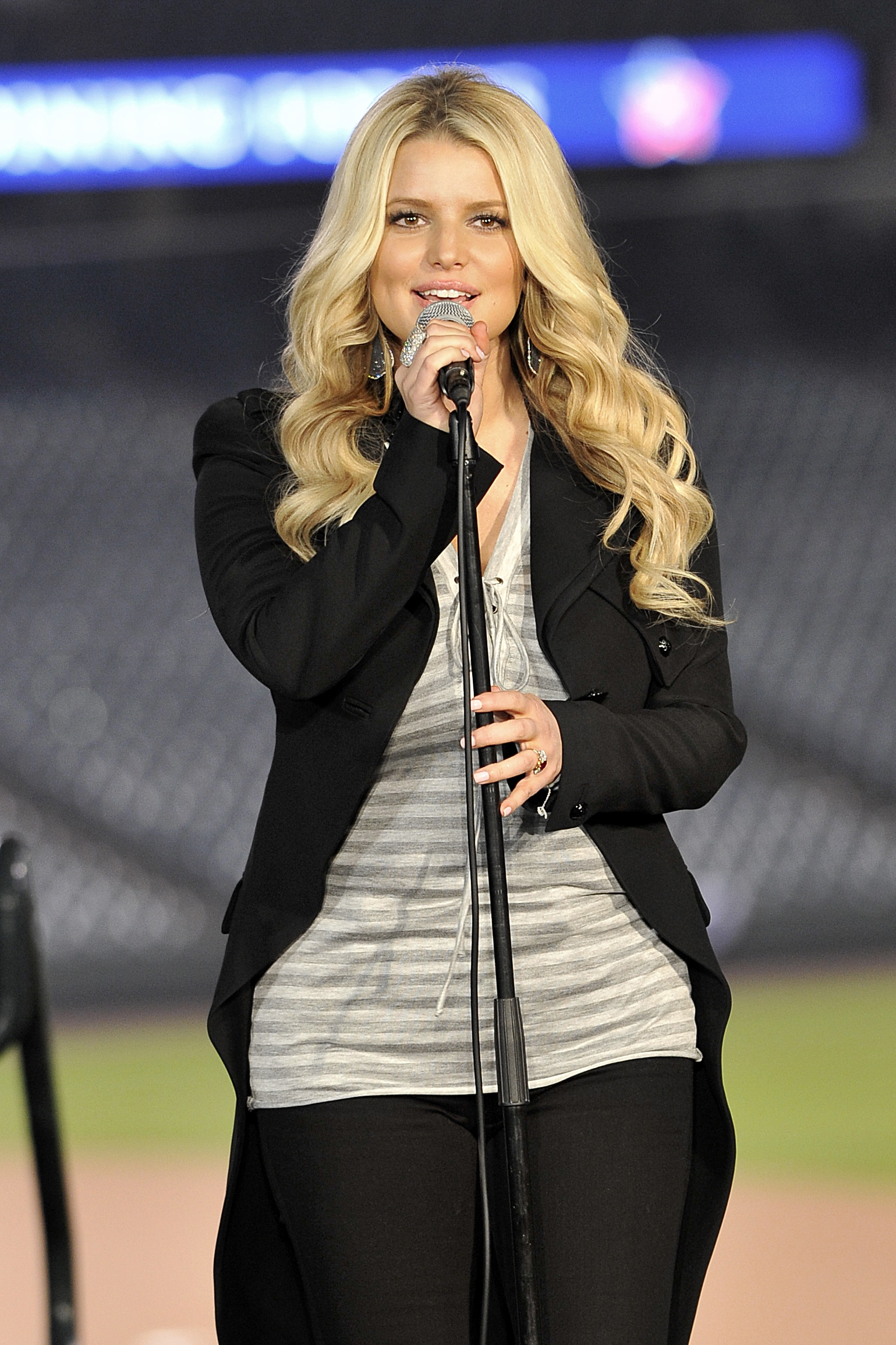
Jessica Simpson.

Có nhiều nghệ sĩ đã thể hiện ca khúc này:
- 1951: Sister Rosetta Tharpe với Marie Knight; 45 single (trong Complete Sister Rosetta Tharpe, Vol. 4) (Nhạc Phúc âm)
- 1956: Mahalia Jackson; Bless This House (Nhạc Phúc âm)
- 1958: Carmen McRae; Birds of a Feather (jazz)
- 1962: Josh White; Empty Bed Blues (blues)
- 1967: Dottie West; Sings Sacred Ballads (nhạc đồng quê)
- 1968: Marvin Gaye; 45 single (trong In Loving Memory (compilation album)) (R&B)
- 1978: Mickey Newbury; His Eye Is on the Sparrow (nhạc đồng quê)
- 1984: George Adams-Don Pullen Tứ ca; Decisions (jazz)
- 1997: Andy Griffith; Just As I Am: 30 Favorite Old Time Hymns (nhạc đồng quê)
- 1999: Selah; Be Still My Soul (nhạc phúc âm đương đại)
- 2000: Shirley Caesar; The First Lady of Gospel (re-release; original album unknown) (nhạc cổ truyền)
- 2001: Jessica Simpson; Irresistible (pop)
- 2002: Crystal Lewis; Holy, Holy, Holy (nhạc phúc âm đương đại)
- 2002: Scott Amendola Band; Cry (jazz)

Ca khúc cũng được thể hiện trong hai cuốn phim: Sister Act 2 (1993), với hai giọng hát Lauryn Hill & Tanya Blount, Whitney Houston trình bày trong phim Sparkle.
Trong Operación Triunfo, Elena Gadel trình bày ca khúc này trong năm 2002.
Whitney Houston thu âm bài thánh ca dựa trên phiên bản làm cho phim Sparkle. Ngày 8 tháng 6 năm 2012, Hãng RCA phát hành đĩa đơn từ một album, chỉ bốn tháng sau khi Houston qua đời.

## Ca từ
| Tiếng Anh Câu 1 Why should I feel discouraged, why should the shadows come, Why should my heart be lonely, and long for heaven and home, When Jesus is my portion? My constant friend is He: His eye is on the sparrow, and I know He watches me; His eye is on the sparrow, and I know He watches me. Điệp khúc I sing because I’m happy, I sing because I’m free, For His eye is on the sparrow, And I know He watches me. Câu 2 "Let not your heart be troubled," His tender word I hear, And resting on His goodness, I lose my doubts and fears; Though by the path He leadeth, but one step I may see; His eye is on the sparrow, and I know He watches me; His eye is on the sparrow, and I know He watches me. Câu 3 Whenever I am tempted, whenever clouds arise, When songs give place to sighing, when hope within me dies, I draw the closer to Him, from care He sets me free; His eye is on the sparrow, and I know He watches me; His eye is on the sparrow, and I know He watches me. | Tiếng Việt Câu 1 Khi có Giê-xu bạn vô đối, ngày đêm khắng khít với tôi, Sao tôi còn chán, còn nghi ngờ; sao tôi còn e mây mờ, Sao thấy lòng những quạnh hiu nay, mong ước về cõi trời ngay? Chim sẻ mắt Chúa vẫn chú vào, về phần tôi Giê-xu bỏ sao? Chim sẻ mắt Chúa vẫn chú vào, thì Ngài há quên tôi khi nào? Điệp khúc Lòng đầy thơ thái hằng mừng hát, Lòng đầy vui sướng mừng hát; Bởi giống sẻ mắt Chúa vẫn chú vào, Thì Ngài há quên tôi khi nào? Câu 2 Nghe tiếng yêu thương Ngài khuyên lơn, "Đừng nên bối rối, hỡi con!" Tôi nương vào cánh từ bi Ngài, không nghi sợ chi, vui hoài; Tuy biết Ngài suốt đường đưa tôi, tôi thấy từng bước một thôi; Chim sẻ mắt Chúa vẫn chú vào, về phần tôi Giê-xu bỏ sao? Chim sẻ mắt Chúa vẫn chú vào, thì Ngài há quên tôi khi nào? Câu 3 Trong lúc chung quanh đầy mây tối, hồi Satan cám dỗ tôi; Dẫu khi giọng hát thành tiếng than, khi hi vọng ra tro tàn, Tôi quyết càng đến gần Giê-xu, nhờ Chúa dẹp nỗi phiền ưu; Chim sẻ mắt Chúa vẫn chú vào, về phần tôi Giê-xu bỏ sao? Chim sẻ mắt Chúa vẫn chú vào, thì Ngài há quên tôi khi nào? |